# B. Bumble & the Stingers
B. Bumble & the Stingers was een Amerikaanse band met wisselende bezetting tussen 1960 en 1965, gespecialiseerd in rock-'n-roll-arrangementen van klassieke melodieën. De grootste hits van de band waren Bumble Boogie, dat nummer 21 bereikte in de Verenigde Staten, en Nut Rocker, een erg rockende variatie op Tsjaikovski's Notenkrakersuite, dat nummer 1 bereikte in de UK Singles Chart in 1962. De opnamen zijn gemaakt door sessiemuzikanten bij Rendezvous Records in Los Angeles. Toen hun opnamen succesvol werden, werd een tourneeband geformeerd, geleid door RC Gamble (3 november 1941 - 2 augustus 2008) als Billy Bumble.

## Geschiedenis
In 1959 waren Earl Palmer, René Hall en Plas Johnson, allemaal Afro-Amerikaanse muzikanten uit Louisiana, de huisband van Rendezvous Records. Volgens Palmer hadden de drie vrienden het er altijd over hoe ze wat geld konden verdienen zonder de studio te verlaten. De single In the Mood, gelinkt aan het Ernie Fields Orchestra, werd een hit en bereikte begin 1960 nummer 4 in de Amerikaanse hitlijsten.

### Bumble Boogie
Hall kwam toen op het idee voor B. Bumble & the Stingers, met dezelfde benadering van een klassiek muziekstuk. Op aandringen van platenproducent Kim Fowley benaderde hij pianist Jack Fina, wiens swingarrangement Bumble Boogie (RCA Victor) uit 1946 van Flight of the Bumble Bee van Rimsky-Korsakov voor Freddy Martin & his Orchestra, nummer 7 had bereikt in de hitlijst en werd gebruikt in de Walt Disney-animatiefilm Melody Time uit 1948. Met behulp van Fina's arrangement nam Fowley pianist Ernie Freeman op twee sporen op, één met een vleugel voor het ritmegedeelte, terwijl de andere een 'tack piano' bevatte, een aangepaste piano met spijkers in de hamers om een blikkerig honky-tonk-geluid te creëren. De andere muzikanten op de sessie bij Gold Star Studios waren Palmer op drums, Red Callender op bas en Tommy Tedesco op gitaar.
Bumble Boogie ging in juni 1961 naar nummer 21 in de Billboard-hitlijsten. Omdat de sessiemuzikanten allemaal andere studioverplichtingen hadden, werd een tienerband uit Ada, die geen rol had gespeeld bij de opname, gerekruteerd om de promotie en openbare optredens af te handelen. Hun namen werden vermeld als Fred Richards, Don Orr en 'B. Bumble', een pseudoniem voor gitarist RC Gamble.

### Nut Rocker
Het daarop volgende Boogie Woogie en Caravan waren minder succesvol en Rendezvous leek hun interesse te verliezen in B. Bumble & the Stingers. Fowley waarborgde vervolgens het auteursrecht op een bewerking van de mars van Tsjaikovski's Notenkrakersuite en nam dit mee naar de lokale ondernemer en pianist H.B. Barnum, die het opnam onder de naam Jack B. Nimble & the Quicks bij het kleine label Del Rio. Toen Rod Pierce van Rendezvous het hoorde, overtuigde hij Fowley ervan dat zijn label een betere versie kon maken met hun eigen band.
Een opnamedatum was snel geregeld, maar op de dag zelf verscheen Freeman niet. In zijn plaats haalde gitarist en arrangeur René Hall pianist Al Hazan het Rendezvous-kantoor binnen, dat was opgetuigd als een geïmproviseerde studio. Uitgebracht als Nut Rocker in februari 1962, ging de plaat naar nummer 23 in de Verenigde Staten en nummer 1 in het Verenigd Koninkrijk. Del Rio sloot een deal met Randy Wood van Dot Records en bracht wat ze nu (The Original) Nut Rocker van Jack B. Nimble & the Quicks noemden, opnieuw uit, maar het werd geen hit.

## Latere publicaties en nalatenschap
De populariteit van Nut Rocker in Groot-Brittannië was zo groot dat er in oktober 1962 een tourneeband met Hazan en R.C. Gamble werd overgevlogen om de opvolger Apple Knocker te promoten, gebaseerd op de William Tell Overture van Gioachino Rossini. Noch die plaat, noch de volgende publicatie Dawn Cracker, gebaseerd op Morning Mood uit Peer Gynt van Edvard Grieg, was echter succesvol en na een andere aanpassing van de klassieke melodie Baby Mash (overgenomen uit Lullaby van Johannes Brahms) werden er na 1963 geen B. Bumble & the Stingers-records meer uitgegeven bij Rendezvous, toen dat label failliet ging. (Sommige singles werden van 1964 tot 1972 uitgebracht bij andere labels). Hall ging werken met Sam Cooke en vele anderen, Palmer en Freeman werden succesvolle sessiemuzikanten, Fowley ging aan de slag als producent bij The Runaways en Hazan nam later solo op als Ali Hassan (op instrumentals) en Al Anthony (als zanger).
R.C. Gamble stopte in 1956 met muziek en werd later een economieprofessor aan het Fort Hays State College in Hayes, Kansas. Hij overleed op 2 augustus 2008.
Een versie van Nut Rocker (gespeld als Nutrocker) werd in 1972 opgenomen door Emerson, Lake & Palmer. De oorspronkelijke versie werd tegelijkertijd opnieuw uitgegeven en haalde opnieuw de Britse hitparade (nummer 19). De opname is gebruikt als achtergrond in verschillende films, waaronder Butcher Boy (1998), The Young Poisoner's Handbook (1995) en Big Momma's House (2000).
Een versie van Bumble Boogie werd in 1983 opgenomen in Nashville door Mike Bunis. Het werd uitgebracht bij Gold Coast Records. Naast Bunis op piano, bevatte het Steve Phillips (gitaar), Duane Dursma (bas) en Barry Byrd (drums). Volgens bronnen is het opgenomen in de Sound Control Studios op een Yamaha-piano.

## Bezetting
- William 'Billy' Bumble (gitaar)
- Roy Brady (drums)
- Red Richard (piano)

Bovenstaanden zijn echter niet de op de plaat te beluisteren muzikanten. De plaatopnamen zijn afkomstig van studiomuzikanten van het label Rendezvous. Dit wordt in het verhaal van het label in overeenstemming met verdere onder genoemde bronnen uitgevoerd.
De eigenlijke vertolkers van Nut Rocker zijn:
- René Hall (gitaar)
- Earl Palmer (drums)
- Al Hazan (piano)

Al Hazan speelde met andere niet genoemde muzikanten ook op de snel opgezette tournee in Groot-Brittannië op de piano. Bij Bumble Boogie speelde Ernie Freeman op de piano, die later onder zijn eigen naam opnamen maakte en een bekend producent werd. Bij de verschillende opnamen van B. Bumble wisselden de Stingers vaak. Alles bij elkaar speelden:
- Piano: Ernie Freeman (Bumble Boogie), Al Hazan (Nut Rocker), Lincoln Mayorga en Leon Russell
- Gitaar: René Hall, Tommy Tedesco en Jan Davis
- Drums: Earl Palmer, Sharkey Hall en Mel Taylor

Aan de opnamesessies waren echter ook muzikanten betrokken als Red Callender (bas, Bumble Boogie) en Plas Johnson (saxofoon).

## Hitsingles
- 1961: Bumble Boogie (Billboard Hot 100 21e plaats)
- 1962: Nut Rocker (VS 23e plaats, Britse hitlijst 1e plaats, een herpublicatie van het nummer bereikte in Groot-Brittannië in 1972 een 19e plaats)